# (27114) Lukasiewicz
(27114) Lukasiewicz (1998 WG2) – planetoida należąca do zewnętrznej części pasa głównego asteroid okrążająca Słońce w ciągu 5 lat i 293 dni w średniej odległości 3,23 au. Została odkryta 19 listopada 1998 roku w Prescott Observatory przez Paula Combę. Nazwa planetoidy pochodzi od Jana Łukasiewicza – polskiego logika, matematyka i filozofa.